# 1. deild karla 1999
Mùa giải 1999 của 1. deild karla là mùa giải thứ 45 của bóng đá hạng hai ở Iceland.

## Bảng xếp hạng
| Vị thứ | Đội          | Số trận | Thắng | Hòa | Thua | Bàn thắng | Bàn thua | Hiệu số | Điểm | Ghi chú                     |
| ------ | ------------ | ------- | ----- | --- | ---- | --------- | -------- | ------- | ---- | --------------------------- |
| 1      | Fylkir       | 18      | 15    | 0   | 3    | 46        | 20       | +26     | 45   | Thăng hạng Úrvalsdeild 2000 |
| 2      | Stjarnan     | 18      | 9     | 2   | 7    | 35        | 31       | +4      | 29   | Thăng hạng Úrvalsdeild 2000 |
| 3      | FH           | 18      | 8     | 4   | 6    | 41        | 31       | +10     | 28   |                             |
| 4      | ÍR           | 18      | 8     | 2   | 8    | 46        | 35       | +11     | 26   |                             |
| 5      | Dalvík       | 18      | 7     | 5   | 6    | 27        | 35       | -8      | 26   |                             |
| 6      | KA           | 18      | 6     | 5   | 7    | 24        | 24       | 0       | 23   |                             |
| 7      | Skallagrímur | 18      | 7     | 2   | 9    | 36        | 38       | -2      | 23   |                             |
| 8      | Þróttur R.   | 18      | 6     | 3   | 9    | 27        | 29       | -2      | 21   |                             |
| 9      | Víðir        | 18      | 6     | 3   | 9    | 30        | 44       | -14     | 21   | Xuống hạng 2. deild 2000    |
| 10     | KVA          | 18      | 4     | 2   | 12   | 28        | 53       | -25     | 14   | Xuống hạng 2. deild 2000    |

## Danh sách ghi bàn
| Cầu thủ              | Số bàn thắng | Đội bóng     |
| -------------------- | ------------ | ------------ |
| Hjörtur Hjartarson   | 18           | Skallagrímur |
| Hörður Magnússon     | 15           | FH           |
| Sævar Þór Gíslason   | 12           | ÍR           |
| Atli Viðar Björnsson | 11           | Dalvík       |
| Kári Jónsson         | 10           | Víðir        |
| Hreinn Hringsson     | 10           | Þróttur R.   |